# Subgrupo comutador
Em matemática, mais especificamente em álgebra abstrata, o subgrupo comutador ou subgrupo derivado de um grupo é o subgrupo gerado por todos os comutadores do grupo. Em outras palavras, o comutador de um grupo é o menor subgrupo normal tal que o quociente é abeliano.

## Definição
Um comutador é um elemento da forma g-1 h-1 g h, representado por [g, h].
O subgrupo comutador é o menor subgrupo que contém todos os comutadores.
Representa-se o comutador do grupo G por G' . Esta definição pode ser repetida um número finito (ou infinito - usando-se a recursão transfinita) de vezes, representando-se:
- G(0) = G
- G(n+1) é o comutador de G(n)
- Gα, para um número ordinal limite α, é a interseção dos Gx para todos x < α

## Propriedades
- Se um grupo G é abeliano, então G' = { e }
- O subgrupo comutador é um subgrupo normal
- O quociente G/G'  é um grupo abeliano
- Se N é um subgrupo normal de G, então G/N é abeliano se, e somente se, G'  for um subgrupo de N